# Klara Barth
Klara Barth (* 23. Dezember 1880 in Ommersheim; † 13. Juni 1940 in Ludwigshafen am Rhein) war eine deutsche Lehrerin und katholische Politikerin (BVP).

## Leben und Beruf
Klara Barth besuchte die Höhere Mädchenschule in St. Ingbert und danach das Lehrerinnenbildungsseminar des Klosters St. Magdalena in Speyer. Barth wurde zunächst 1906 Lehrerin in Albersweiler, es folgte eine Versetzung nach Ludwigshafen an eine gemischt-konfessionelle Volksschule. Barth wurde zur Hauptlehrerin  befördert und war als Schulverweserin an der Ludwigsschule tätig. 1908 wurde sie zusätzlich zur ehrenamtlichen Pflegerin für Waisen ernannt. Sie begründete auch den Elisabethenverein und den katholischen Frauenbund in Ludwigshafen mit. 1930 wurde Barth zur Vorsitzenden des katholischen Lehrerinnenverbandes Pfalz und des Bezirksverbandes des Vereins Katholischer Deutscher Lehrerinnen gewählt. Für ihre vielfältigen Verdienste erhielt Barth die päpstliche Auszeichnung Pro Ecclesia et Pontifice.

## Politik
Von 1920 bis 1933 war Barth als eine der ersten Frauen für die Bayerische Volkspartei Abgeordnete im Bayerischen Landtag. Nach der Machtergreifung durch Adolf Hitler wurde Barth zeitweilig inhaftiert.